# Естергомська меса
Естергомська меса, або Урочиста меса на освячення базиліки в Ґрані (нім. Missa solennis zur Einweihung der Basilika in Gran) — меса Ференца Ліста для солістів, хору, оркестру та органу (1855).
Перша редакція меси створена в 1855 році з нагоди закінчення будівництва Базиліки Святого Адальберта і вперше представлена публіці 31 серпня 1856 року на церемонії освячення базиліки під управлінням автора, який диригував оркестром і хором і виконував партію органа.
У 1857–1858 роках Ліст створив другу редакцію меси.

## Структура
1. Kyrie (~7 хв.)
2. Gloria (~12 хв.)
3. Credo (~16 хв.)
4. Sanctus (~5 хв.)
5. Benedictus (~6 хв.)
6. Agnus Dei (~ 8 хв.)